# Because of you (w-inds.의 노래)
〈Because of you〉(비커즈 오브 유)는 w-inds.의 6번째 싱글이다. 2002년 8월 21일 FLIGHT MASTER(포니 캐년)에서 발매하였다.

## 개요
전싱글 《Another Days》로부터 약 3개월 만에 발매되었고 오리콘 싱글 차트 1위를 기록하였다.
데뷔곡 《Forever Memories》부터 《Another Days》까지, w-inds.의 악곡을 작사, 작곡, 편곡을 해왔던 하야마 히로아키로부터 멀어져 새로운 작가진에 의해서 제작된 곡으로, 작사는 HIM의 멤버였던 shungo.가 담당하기 시작하였으며 그후로 윈즈의 곡을 작사하게 되었다. 작곡은 보아, EXILE 등에게 악곡을 제공한 하라 카즈히로가 담당하였다.
w-inds.로서는 처음으로 싱글곡에서 랩을 처음으로 도입하였으며, 또한 커플링 곡은 처음으로 외국인 작곡가를 기용하였다.
제44회 일본 레코드 대상에서 금상을 수상하였다.
초회한정반 특전
- 오리지널 B2사이즈 포스터

## 수록곡
| #  | 제목                                     | 작사    | 작곡                               | 편곡                | 재생 시간 |
| -- | ---------------------------------------- | ------- | ---------------------------------- | ------------------- | --------- |
| 1. | 〈Because of you〉                       | shungo. | 하라 카즈히로                      | 하라 카즈히로       |           |
| 2. | 〈close to you〉                         | shungo. | Curt Frasca, Matt Goss, Rick Kelly | BANANA ICE          |           |
| 3. | 〈Because of you ~j'adore party style~〉 | shungo. | 하라 카즈히로                      | planetcube (리믹스) |           |
| 4. | 〈Because of you (Instrumental)〉        |         | Curt Frasca, Matt Goss, Rick Kelly | BANANA ICE          |           |

## 차트 성적
- 최고순위 1위 (오리콘)